# Vittoria Ceretti
Vittoria Ceretti (Brescia, 7 de junio de 1998) es una modelo italiana. Fue descubierta en 2012 a través del concurso Elite Model Look. Hasta 2024, Ceretti ha participado en 400 desfiles de moda y ha aparecido en la portada de Vogue y sus ediciones internacionales 23 veces.

## Primeros años
Ceretti nació en Brescia (Italia) en 1998. Es hija de Giuseppe Ceretti, propietario de una empresa de pisos, y Francesca Lazzari, ama de casa. Cuando tenía 14 años, participó en el concurso Elite Model Look en Italia, donde fue elegida finalista.

## Carrera

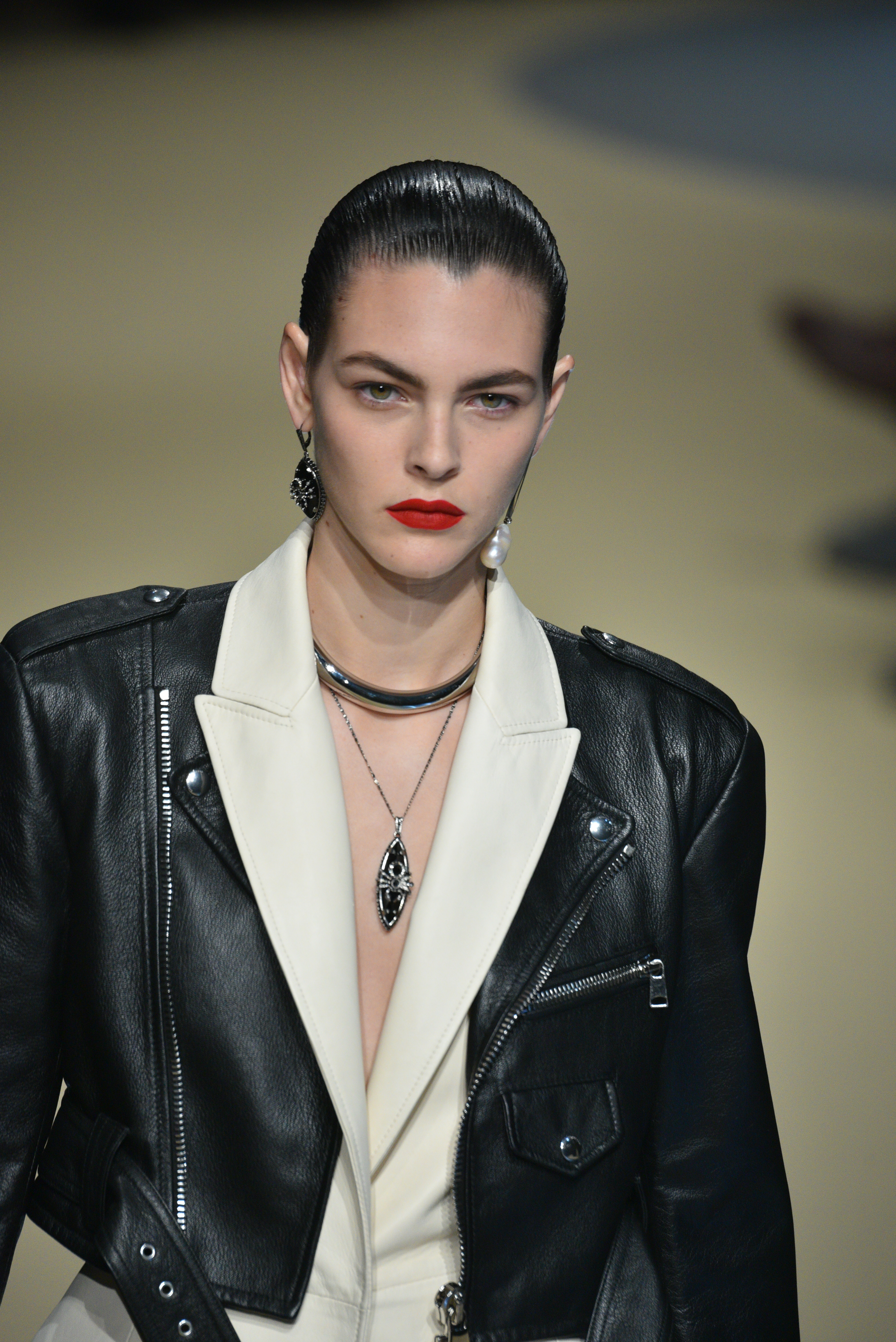
Vittoria Ceretti desfilando por la pasarela de Alexander McQueen en 2018

### 2012-2017: inicios de carrera
Ceretti comenzó su carrera como modelo a los 14 años y se ganó un lugar entre las finalistas de Elite Model Look Italia. Debutó en la pasarela de la ciudad italiana de Milán, para la diseñadora Kristina Ti.
En 2014, Dolce & Gabbana eligió a Ceretti como imagen de sus campañas Otoño/Invierno y Belleza en 2015 y 2016.
En 2015, Ceretti fue seleccionada para ser el rostro de la campaña Otoño/Invierno de Armani. Ese mismo año, fue elegida como el rostro de la campaña Primavera/Verano 2017 de Alexander McQueen y apareció con Gigi y Bella Hadid en la campaña Primavera/Verano 2017 de Fendi.
En julio de 2016, Ceretti apareció en la portada de Vogue Italia fotografiada por Steven Meisel, quien también la fotografió para una campaña de Prada. Ceretti también formó parte de la campaña de Givenchy.
En 2017, Ceretti apareció en las portadas de Vogue Japón en febrero, Vogue Estados Unidos y Vogue Francia en mayo. Ese año, fue una de las siete modelos en la portada de la edición de marzo de 2017 de American Vogue, que celebró el 125 aniversario de la revista.

### 2018-2024: ascenso a la prominencia
Después de su gran avance, Ceretti se convirtió en una musa de la industria de la moda. Dolce & Gabbana la seleccionó para su línea de belleza. Karl Lagerfeld la apreció por su versatilidad y la eligió para los desfiles de Fendi y Chanel. En 2018, Ceretti apareció en la portada de Vogue Reino Unido, completando los cuatro grandes de la industria de la moda. En 2018 también formó parte de la campaña de Tiffany's y de la campaña «Arizona Fragrance» de Proenza Schouler. El mismo año, fue elegida para ser una de las caras de la campaña Coco Neige de Chanel. Según Vogue Italia, Ceretti fue la modelo más buscada en su sitio web en 2018. En 2019, desfiló para el desfile Métiers d'Art.
En 2023, Ceretti fue el rostro de la campaña navideña de belleza de Chanel. En 2024, se convirtió en la nueva cara de Pucci.
Ceretti también ha aparecido en la portada de Vogue Alemania, Vogue España, Vogue Corea, Vogue China, Harper's Bazaar, Elle, Glamour, Grazia e IO Donna.

## Vida personal
En una entrevista para Vogue Francia, Ceretti dijo que habría estudiado actuación o psicología si no hubiera comenzado una carrera como modelo.
El 1 de junio de 2020, Ceretti se casó con Matteo Milleri, un DJ italiano, en Ibiza (España). Se divorciaron en junio de 2023. Ceretti ha estado saliendo con el actor Leonardo DiCaprio desde 2023.